# Henry Louis Manceron
Henry Louis Manceron (Lorient, 19 giugno 1848 – Parigi, 27 ottobre 1917) è stato un ammiraglio francese, già distintosi durante l'occupazione del Tonchino, comandò numerosi incrociatori e nave da battaglia e fu poi nominato direttore dell’École nationale supérieure maritime. Nel 1905 assunse il comando della 2ª Divisione della Squadra del Mediterraneo, alzando la sua insegna sulla nave da battaglia Jena. Dopo la disastrosa esplosione accidentale della Jena, avvenuta a Tolone nel 1907, in cui rimase ferito, trasbordò sulla Saint-Louis. Nel 1910 assunse ad interim l’incarico di Capo di stato maggiore della Marine Nationale.

## Biografia
Nacque a Lorient il 19 giugno 1848,  ed entrò nell'Accademia Navale nell’ottobre 1864, uscendone come aspirante di seconda classe nell’agosto 1866. Promosso aspirante di prima classe nell’ottobre 1867, si imbarcò sulla Jean Bart e poi sulla nave da trasporto a vapore Aveyron. Nominato sottotenente di vascello nell'ottobre 1869, si imbarcò poi sull’avviso a ruote Kien-Chan poi sulla corvetta a ruote Frelon durante la guerra del 1870.  
Studente presso la Scuola di tiro di Châlons (1875), prestò servizio sulla cannoniera Gladiateur (1875-1876) e poi sulla corvetta a ruota Euménide (1876-1877), venendo promosso tenente di vascello nell'agosto 1877.
Dal 1879 al 1881 prestò servizio sull'incrociatore Châteaurenault, e poi, tra il 1882 e il 1883 fu allievo presso la scuola cannonieri.  servì nel Durante la campagna del Tonchino fu in servizio sulla Mytho dal 1883 al 1886, prima di assumere il comando della cannoniera Hache.
Capitano di fregata il 29 dicembre 1886, secondo in comando sull’incrociatore protetto Sfax (1887-1889) e poi sulla nave da battaglia Hoche (1889-1891), comandò l'incrociatore Duchaffault, operante nell’Oceano Pacifico, dal 1891 al 1893 e fu nominato capitano di vascello il 21 luglio 1893. Comandò in successione la corazzata Suffren (1894-1895), il guardacoste Jemmapes (1896-1898) e l'incrociatore scuola Iphigénie prima di entrare, il 2 novembre 1900, nel Consiglio dei lavori della Marina.
Capo di stato maggiore della Squadra del Mediterraneo, imbarcato a bordo della nave da battaglia Saint-Louis (1902), fu nominato contrammiraglio il 23 giugno 1903 e poi direttore dell’École nationale supérieure maritime.  Nel 1905 assunse il comando della 2ª Divisione della Squadra del Mediterraneo, alzando la sua insegna sulla nave da battaglia Jena.  Dopo la disastrosa esplosione accidentale della Jena, avvenuta a Tolone nel 1907, in cui rimase ferito,  trasbordò sulla Saint-Louis.
Divenuto viceammiraglio il 12 ottobre 1908, l’anno successivo assunse ad interim l’incarico di Capo di stato maggiore della Marine Nationale. Ritiratosi dal servizio attivo nel gennaio 1913, si spense a Parigi il 27 ottobre 1917, in piena prima guerra mondiale.

### Annotazioni
1. ↑  Distintosi durante le operazioni  a Loc-Nam, fu citato all’Ordine del giorno dell’armata.
2. ↑  Mentre si trovava con l'incrociatore Iphigénie in acque norvegesi, ricevette in visita a bordo l’Imperatore di Germania Guglielmo II.
3. ↑  Su un equipaggio di 630 uomini, ufficiali compresi, il bilancio ufficiale fu di 37 feriti tra cui l’ammiraglio Manceron, e 118 morti.

### Pubblicazioni
- (EN) Philippe Caresse, The Iéna Disaster, 1907, in Warship 2007, London, Conway, 2007,  pp. 121–138, ISBN 1-84486-041-8.